# Karol Fryderyk Ernest de Cocceji
Karol Fryderyk Ernest de Cocceji, także: Coccei, wymowa: kok'tse:ji, niem. Karl Friedrich Ernst Freiherr von Cocceji (ur. w 1725 w Berlinie, zm. w 1780 w Mohylewie) – generał major wojsk koronnych, baron, wojskowy pruski, angielski, zwolennik króla Stanisława Augusta w czasie konfederacji barskiej.
Ojciec, Samuel von Cocceji, żonaty z generalską córką Johanną Charlottą von Beschefer (zm. 3 maja 1765), spadkobierczynią dużych majątków na Pomorzu, był wybitnym prawnikiem pruskim, Wielkim Kanclerzem i ministrem sprawiedliwości tego kraju w czasach Fryderyka Wielkiego. Karol Fryderyk, jeden z trzech synów Samuela (brat Johann Friedrich był pruskim wojskowym, a najmłodszy Carl Ludwig, mąż osławionej Barbary Campanini, prawnikiem), zaczął swą karierę wojskową w armii pruskiej, gdzie doszedł do stopnia pułkownika. Niezadowolony ze stosunków panujących w Prusiech opublikował parę zjadliwych satyr, które dotarły do króla i wywołały jego niełaskę. Cocceji wziął abszyt z armii pruskiej i zaciągnął się do służby angielskiej, potem, widząc lepsze perspektywy na przyszłość w Rzeczypospolitej, przeniósł się za namową polskich przyjaciół z rodzin Czartoryskich i Poniatowskich w roku 1767 do Polski. Tu 21 marca tegoż roku otrzymał stopień pułkownika i już miesiąc później awans na generała-majora. W następnym roku sejm nadał mu poprzez indygenat szlachectwo polskie.
Podczas konfederacji barskiej wysłany przez Stanisława Augusta do Berlina w celu uzyskania pomocy pruskiej nic nie mógł osiągnąć. Gdy konfederaci 3 listopada 1771 porwali króla, pośpieszył mu jako pierwszy z pomocą i odwiózł na Zamek Warszawski. Według opinii Stanisława Augusta należał do tych nielicznych wojskowych pruskich i polskich, -którzy najwybitniejszy umysł i obyczaje łączyć umieli z gruntowną znajomością wojennego rzemiosła-.
Cocceji był parokrotnie wysyłany na misje dyplomatyczne (w rzeczywistości zwiadowcze): w r. 1770 do Amsterdamu, w 1774 do Italii i w 1776 do Turcji, prawdopodobnie by zbadać przygotowania wojenne Turcji i Rosji. Był blisko zaprzyjaźniony z bratankiem królewskim, podskarbim wielkim litewskim i regimentarzem koronnym ks. Stanisławem i służył mu radą i pomocą przy reorganizowaniu wojska polskiego po I rozbiorze, był stałym rezydentem w jego pałacach w Korsuniu i na warszawskim Frascati.
W roku 1780 wydelegowano go wraz ze Stanisławem Poniatowskim na powitanie carycy Katarzyny II, zwiedzającej nabyte kosztem Rzeczypospolitej ziemie białoruskie, do Połocka i Mohylewa. W Mohylewie generał Cocceji zmarł śmiercią tragiczną: chwycił nieostrożnie w nocy stojącą koło łóżka butelkę z wodą, zbił ją i zranił się brudnym szkłem. Wywiązała się gangrena, której wówczas nie umiano uleczyć, i Cocceji zmarł po paru dniach. Był nieżonaty i bedzietny, pozostawił bogaty księgozbiór, sprzedany po jego śmierci.